# پلین سیتی (یوتا)
پلین سیتی (به انگلیسی: Plain City) شهری در ایالت یوتا کشور ایالات متحده آمریکا است که جمعیت آن در سرشماری سال ۲۰۱۰ میلادی، ۵٬۴۷۶ نفر بوده‌است.